# László Vajda (patinage artistique)
Pour les articles homonymes, voir Vajda.
László Vajda, né le 16 mai 1954 à Budapest en Hongrie, est un patineur artistique et entraîneur hongrois, décuple champion de Hongrie dans les années 1970.

## Biographie

### Carrière sportive
László Vajda est décuple champion de Hongrie dans les années 1970.
Il représente son pays à huit championnats européens (1970 à Léningrad, 1971 à Zurich, 1972 à Göteborg, 1973 à Cologne, 1974 à Zagreb, 1975 à Copenhague, 1976 à Genève et 1979 à Zagreb), quatre mondiaux (1970 à Ljubljana, 1973 à Bratislava, 1974 à Munich et 1975 à Colorado Springs) et aux Jeux olympiques d'hiver de 1976 à Innsbruck dont il est le porte-drapeau.
Il arrête les compétitions sportives après les championnats européens de 1979.

### Reconversion
László Vajda travaille comme entraîneur de patinage artistique. L'un de ses étudiants est Zsolt Kerekes.

## Palmarès
| Compétitions            | 1970    | 1971    | 1972    | 1973    | 1974    | 1975    | 1976    | 1977    | 1978    | 1979    |  |  |  |  |
| Jeux olympiques         |         |         |         |         |         |         | A       |         |         |         |  |  |  |  |
| Championnats du monde   | 16e     |         |         | 13e     | 11e     | 9e      |         |         |         |         |  |  |  |  |
| Championnats d'Europe   | 17e     | 15e     | 14e     | 7e      | 6e      | 5e      | 8e      |         |         | 10e     |  |  |  |  |
| Championnats de Hongrie | 1er     | 1er     | 1er     | 1er     | 1er     | 1er     | 1er     | 1er     | 1er     | 1er     |  |  |  |  |
|                         |         |         |         |         |         |         |         |         |         |         |  |  |  |  |
| Autre Compétition       | 1969/70 | 1970/71 | 1971/72 | 1972/73 | 1973/74 | 1974/75 | 1975/76 | 1976/77 | 1977/78 | 1978/79 |  |  |  |  |
| Skate Canada            |         |         |         |         |         |         | 5e      |         |         |         |  |  |  |  |
| Légende : A = Abandon   |         |         |         |         |         |         |         |         |         |         |  |  |  |  |